# Quelli del Grand Café
Quelli del Grand Café (in originale francese Ceux du Grand-Café) è un racconto di Georges Simenon pubblicato nel 1938 con protagonista il personaggio del commissario Maigret. Venne scritto a Porquerolles nell'inverno 1937-1938.

## Trama
Maigret, in pensione nella sua casa di Meung-sur-Loire, non ha molto da fare. Per passare il tempo, ha preso l'abitudine di giocare a carte con i clienti abituali del Grand Café. L'ex commissario si abbandona a vivere di rendita finché una tragedia sconvolge la città: uno dei compagni di gioco è stato trovato al volante del suo camion, colpito da una pallottola al petto.

## Edizioni
In francese è uscito la prima volta sul n° 16 di "Police-Film/Police Roman" il 12 agosto 1938. In italiano è uscito nel 2014 nella raccolta Minacce di morte e altri racconti, in traduzione di Marina Di Leo, presso Adelphi (parte della collana "gli Adelphi", al n° 454).